# 伊馮娜·史考琳
伊馮娜·史考琳（1978年1月4日—）是一名奧地利獨木舟運動員，曾代表國家參加2012年倫敦奧運的500公尺雙人愛斯基摩艇比賽，並未獲得獎牌。